# يان هندرسون (لاعب دوري الرغبي)
يان هندرسون (بالإنجليزية: Ian Henderson)‏ هو لاعب دوري الرغبي نيوزيلندي، ولد في 23 أبريل 1983 في توركاي في المملكة المتحدة.

## روابط خارجية
- يان هندرسون على موقع ItsRugby.co.uk (الإنجليزية)